# الغزو الفرنسي لسويسرا
حدث الغزو الفرنسي لسويسرا (بالفرنسية: Campagne d'Helvétie، بالألمانية: Franzoseneinfall) من يناير حتى مايو 1798 كجزء من الحروب الثورية الفرنسية. انهارت الكونفدرالية السويسرية القديمة المستقلة، بسبب هذا الغزو الأجنبي والثورات الداخلية المتزامنة، المعروفة باسم «ثورة هلفتيك». أُلغيت مؤسساتها القديمة وحل محلها جمهورية مركزية مؤيدة للفرنسية.

## خلفية تاريخية
قبل عام 1798، كانت منطقة فود الحديثة تنتمي إلى كانتون برن، حيث كانت تابعة لها. علاوة على ذلك، شعرت الغالبية المتحدثة باللغة الفرنسية الكاثوليكيون من منطقة فود بالاضطهاد من قبل الأغلبية البروتستانتية الناطقة بالألمانية في برن. دعا العديد من الوطنيين الفود مثل فريدي-سيزار دي لا هاربي إلى الاستقلال. في عام 1795، دعا لا هاربي مواطنيه إلى الانتفاضة ضد الأرستقراطيين في برن، لكن ندائه كان موجهًا إلى آذان صماء، وكان عليه أن يهرب إلى فرنسا الثورية، حيث استأنف نشاطه.
في أواخر عام 1797، ضغط الجنرال الفرنسي نابليون بونابرت، الذي غزا بنجاح شمال إيطاليا وأسس الجمهورية الألبية، على حكومة المديرين الفرنسية لاحتلال سويسرا؛ قريبًا تجمع 10000 جندي بالقرب من مدينة جنيف. ثارت فالتيلينا وشيافينا وبورميو، وهي تبعيات الاتحادات الثلاث، وبدعم من الفرنسيين انفصلوا عن الكونفدرالية للانضمام إلى الجمهورية الألبية في 10 أكتوبر 1797.
في ديسمبر، تم احتلال الجزء الجنوبي من أسقفية بازل بألمانيا وضمه إلى فرنسا. تغير الجو داخل سويسرا بشكل كبير بسبب هذه التطورات، كان الكثير من الوطنيين المؤيدين للفرنسية يأملون، ويخشى المحافظون المناهضون لفرنسا، أن تنتشر الثورة الآن إلى بقية الكونفدرالية، مع أو بدون تدخل عسكري فرنسي مباشر. استخدمت فرنسا استياء النخب الريفية في التبعيات والمواطنين المستنيرين في الكانتونات لتحفيز الإثارة الثورية.
بدأت «ثورة هلفتيك» مع انتفاضة وطنية في ليستال في كانتون بازل في 17 يناير. طالب المتمردون بالمساواة القانونية، وأقاموا شجرة الحرية وأحرقوا ثلاث قلاع في فوجتي بحلول 23 يناير.
في 24 يناير من عام 1798، أعلنت النخبة الحضرية في فود جمهورية ليمانيتش (بالفرنسية: République lémanique) في لوزان، التي أصبحت مقرًا للحكومة. بعد ذلك، تمرد المواطنون، والرعايا في عدد لا يحصى من المدن السويسرية والكانتونات وتوابعهم، وبعد أن وضعت فود مثالًا، أُعلن عن أكثر من 40 جمهورية أخرى قصيرة العمر في فبراير ومارس وأبريل في جميع أنحاء البلاد.

## الغزو
بدعوة من الفصائل الناطقة بالفرنسية في فود، غزا 12000 جندي فرنسي مدينة فود تحت قيادة الجنرال مينارد في 28 يناير. واستخدموا حادثة مزعومة، قُتل فيها جنود فرنسيون على أيدي جنود سويسريين، كذريعة. احتلوا فاود دون مقاومة واستقبلهم سكانها بالهتافات. تقدم جيشٌ ثانٍ تحت قيادة الجنرال شوينبورغ من مونت تيريول، الأمير السابق لأسقفية بازل، إلى بيرن وطالب حكومتها بوضع الأحزاب الثورية المؤيدة لفرنسا في السلطة. رفض البرنيون القيام بذلك، استخدم الفرنسيون هذا الرفض لتبرير الحرب.
في 3 فبراير، تشكل «الفيلق الموالي» من متطوعين ناطقين بالفرنسية من فود الذين أرادوا إبقاء ولائهم لبرن واستعادة جمهورية ليمانيتش.
كانت هناك مناوشات بسيطة في الفترة من 2 إلى 5 مارس 1798، مما أدى إلى الانهيار السريع للكونفدرالية القديمة. في 5 مارس، حقق الفرنسيون فوزًا واضحًا في معركة غراهولز على قوات برن، مؤكدين انفصال فود. أدى ذلك إلى إعلان استقلال مزيد من التبعيات في جميع أنحاء سويسرا. ومع ذلك، رغبت حكومة المديرين في فرنسا في قيام دولة جمهوريّة مركزية واحدة على الحدود الشرقية لفرنسا، وليس لعشرات من الدول الصغيرة، وتوجهوا نحو (إعادة) تأسيس الوحدة الوطنية، هذه المرة مع المساواة لجميع التقسيمات الفرعية. وقد كتب بيتر أوكس دستورًا جديدًا في باريس وأقرته حكومة المديرين الفرنسية. كرهه كثيرٌ من المتمردين السويسريين، وقد أقر المؤتمر الوطني في بازل نسخة معدلة، والتي تم اعتمادها من قبل العديد من الكيانات الأخرى، لكن الحكومة الفرنسية أصرت على الأصل. كما نُقض مقترح القائد الأعلى غيوم برون في 16 و19 مارس لتقسيم سويسرا إلى ثلاث جمهوريات؛ فرضت باريس تصميمها.
في 12 أبريل 1798، أعلن 121 نائبا في الكانتون جمهورية هلفتيك، «واحدة وغير قابل للتجزئة». ألغى النظام الجديد السيادة الكانتونية والحقوق الإقطاعية. أنشأت قوات الاحتلال دولة مركزية قائمة على أفكار الثورة الفرنسية. تمثل مواجهات أبريل ومايو نهاية المقاومة ضد جمهورية هلفتيك المنشأة حديثًا. كانت انتفاضة نيدوالدن في سبتمبر أكثر خطورة، حيث مات 435 منهم 118 امرأة و 25 طفلًا. وأكد قمعها الوضع السياسي الجديد.

## ما بعد الغزو
أدى الغزو إلى تمزيق معاهدة كامبو فورميو المبرمة مؤخرًا (18 أكتوبر 1797) والتي أنهت حرب التحالف الأول ضد فرنسا. الآن، تخشى الممالك الأوروبية مرة أخرى من أن جمهورية فرنسا كانت توسع قبضتها على القارة، وكان يجب معارضتها ومعاداتها. كان الغزو الفرنسي لسويسرا، التي حافظت على حيادها منذ اندلاع الثورة الفرنسية، أحد أسباب تشكيل التحالف الثاني، وسيشهد قيام جيش نمساوي روسي بإجراء الحملة الإيطالية والسويسرية في عام 1799 و 1800.